# Butana-groep
De Butana-groep was een neolithische cultuur in wat nu Oost-Soedan en West-Eritrea is. Ze dateert uit het 4e en begin van het 3e millennium voor Christus. Ze volgde op de Malawiya-groep. De Butana-groep wordt voornamelijk bepaald door haar aardewerk. Het is aan de buitenkant vaak versierd met eenvoudige lijn- en stippatronen. Het lijkt erg op het aardewerk van de vroege Soedanese Kermacultuur, maar ook op dat van de A-groep, dat voornamelijk voorkomt in Neder-Nubië. Vooral kommen en eenvoudige rondbodemvaten kwamen veel voor. 
Er waren verschillende soorten stenen werktuigen in gebruik.  De Butana-groep is bekend van verschillende opgravingen, maar resten van woongebouwen konden alleen in Mahal Teglinos worden gevonden. Dit waren ronde of bijna ronde hutten gebouwd van lichte materialen. De vestigingsplaatsen van de Butana-groep zijn vaak erg groot en vertonen dikke nederzettingslagen. Kennelijk werden deze plekken voor langere tijd bewoond of steeds weer bezocht. 
Er is weinig bekend over de begrafenisgebruiken. Op de opgravingslocatie UA 53 zijn verschillende graven gevonden. De doden lagen meestal gehurkt in kuilen. De enige gevonden voorwerpen waren sieraden. Hier moeten vooral lippluggen worden genoemd. 
De mensen van de Butana-groep leefden van de jacht en het fokken van vee. In de latere fasen lijkt ook de landbouw te zijn toegevoegd. Afvalhopen met talrijke slakkenhuisjes getuigen van hun gebruik als voedsel.
De Butana-groep werd opgevolgd door de Gash-groep.